# Michael Godoy
Michael Godoy (Caacupé, Cordillera, Paraguay, 17 de julio de 1983) es un futbolista paraguayo. Juega de defensa.

## Clubes
| Club                      | País     | Año       |
| ------------------------- | -------- | --------- |
| Cerro Porteño             | Paraguay | 2004      |
| Olimpia                   | Paraguay | 2005-2008 |
| 3 de Febrero              | Paraguay | 2008      |
| Sportivo Luqueño          | Paraguay | 2009      |
| Cobresal                  | Chile    | 2009      |
| Universidad de Concepción | Chile    | 2010      |
| Sportivo Luqueño          | Paraguay | 2010      |
| Universidad de Concepción | Chile    | 2010-2011 |
| Independiente C.G         | Paraguay | 2012-2015 |
| San Lorenzo               | Paraguay | 2015      |